# Rolls-Royce Silver Shadow
Rolls-Royce Silver Shadow är en personbil, tillverkad av den brittiska biltillverkaren Rolls-Royce mellan 1965 och 1980.

## Bakgrund
Silver Shadow innebar ett rejält tekniksprång för Rolls-Royce. Drivlinan hämtades från företrädaren Silver Cloud, men i övrigt var bilen nykonstruerad från grunden. För första gången använde man sig av självbärande kaross. Bilen hade skivbromsar och individuell hjulupphängning runt om. Fjädringen hade automatisk nivåreglering via ett hydraulsystem, tillverkat på licens från Citroën.
Silver Shadow var mycket framgångsrik och är den Rolls-Royce-modell som sålts i flest exemplar. Samtidigt höll märket Bentley på att gå under: för varje såld Bentley T-type, sålde man 13 Silver Shadow. Totalt tillverkades över 33 000 exemplar av Silver Shadow och T-type.

## Mark I
Silver Shadow tillverkades liksom företrädaren med två olika hjulbaser. Konstruktionen med självbärande kaross gjorde det i praktiken omöjligt för fristående karossmakare att leverera specialkarosser till den nya Rollsen, men Mulliner Park Ward byggde en tvådörrars coupé från 1966, jämsides med en något mer upprät tvådörrarsvariant byggd av James Young. Endast femtio exemplar byggdes av James Young-varianten; produktionen tog slut redan 1967. Två år senare tillkom en öppen cabriolet. 1971 blev tvådörrarsvagnarna en egen modellserie under namnet Corniche.
1968 infördes en modernare automatlåda, fortfarande inköpt från General Motors. 1970 kom en större motor. Genom att öka slaglängden till 99 mm, ökades cylindervolymen till 6750 cm³. Effekten låg runt 190 hk.

## Mark II
1977 presenterades den uppdaterade Silver Shadow II. Samtidigt bytte modellen med lång hjulbas namn till Silver Wraith II. Förändringarna omfattade införande av kuggstångsstyrning, kraftigare stötfångare och helautomatisk klimatanläggning.

## Tillverkning
| Modell         | Antal  |
| -------------- | ------ |
| Shadow I       | 16 717 |
| Shadow I LWB   | 2 776  |
| FHC, coupé     | 607    |
| DHC, cabriolet | 505    |
| Shadow II      | 8 425  |
| Wraith II      | 2 145  |